# Reihenanlage
Die Reihenanlage (RAnl) war bei der Deutschen Bundespost eine Ausführungsform einer Telefonanlage. Während bei den Telefonanlagen mit Vermittlungseinrichtung die Nebenstellen sternförmig an der Telefonanlage zusammenlaufen, wurden bei Reihenanlagen alle Leitungen bei allen „Reihennebenstellen“ genannten Telefonen der Reihe nach durchgeführt und endeten in der „Reihenhauptstelle“.

## Technische Ausführung

Schaltungsprinzip von Reihenanlagen

Bei Reihenanlagen gab es keine automatische Vermittlungseinrichtung, die Amtsleitungen durchlaufen alle amtsberechtigten Reihennebenstellen und enden bei der „Reihenhauptstelle“. Die Reihenhauptstelle war aus technischer Sicht eine Reihennebenstelle wie die anderen auch, ihr fiel jedoch die Aufgabe zu, ankommende Anrufe zu signalisieren. Die Amtsleitungen und alle Nebenstellenleitungen wurden über alle Reihennebenstellen geführt und endeten in der Reihenhauptstelle. Gespräche innerhalb der Reihenanlage wurden über die Nebenstellenleitungen abgewickelt. Mit Hilfe von Tasten konnte sich jede Nebenstelle an jeder der durchlaufenden Amts- und Nebenstellenleitungen anschließen und Verbindungen selbst herstellen. Dazu war jede Nebenstelle mit jeder anderen Nebenstelle mit einem Leitungsweg verbunden. Wegen der Parallelschaltung der Reihennebenstellen waren zwischen den Telefonapparaten hochpaarige Telefonkabel erforderlich. Deshalb waren Reihenanlagen nur dann geeignet, wenn die einzelnen Sprechstellen nahe beieinander lagen.
Die Adernzahl der zu verlegenden Kabel war von der Sprechstellenanzahl, dem maximalen Ausbau und dem Fabrikat abhängig. Die Adernzahl lag zwischen 17 Adern bei kleinen und 120 Adern bei großen Reihenanlagen.
Die Telefonapparate wurden an „Beikästen“ angeschlossen. In den Beikästen waren die Installationskabel auf Klemmleisten aufgelegt. Im Beikasten der Reihenhauptstelle waren außerdem das Netzteil und evtl. vorhandene Zusatzeinrichtung wie die Mithöreinrichtung und Gebührenanzeiger eingebaut.

## Amtsverkehr
Zum Herstellen einer abgehenden Amtsverbindung wurde die Amtstaste einer freien Amtsleitung gedrückt. Ankommende Anrufe wurden an der Reihenhauptstelle mit einem Wecker und einer Anruflampe in der Amtstaste signalisiert. Der Anruf konnte jedoch an jedem amtsberechtigten Telefon durch Abheben des Telefonhörers und Drücken der leuchtenden Amtstaste entgegengenommen werden. Der Anrufer konnte dann ggf. zu der gewünschten Reihennebenstelle durchgestellt werden.

## Internverkehr
Zum Herstellen einer Verbindung zu einer anderen Reihennebenstelle wurde die entsprechende Innenverbindungstaste gedrückt. Bei der gerufenen Reihennebenstelle ertönte dann der Summer. Bei Reihenanlagen war der interne Sprechverkehr nicht geheim.

## Übersicht der Reihenanlagen
| Bezeichnung (Ausführung) | Amtsleitungen | Reihennebenstellen | Adernanzahl (mind.) zwischen den Reihennebenstellen |
| ------------------------ | ------------- | ------------------ | --------------------------------------------------- |
| RAnl 202 (1/2)           | 1             | 2                  | 17                                                  |
| RAnl 203 (1/2)           | 1             | 2                  | 21                                                  |
| RAnl 212 (1/5)           | 1             | 5                  | 32                                                  |
| RAnl 213 (1/5)           | 1             | 5                  | 24                                                  |
| RAnl 234 (2/5)           | 2             | 5                  | 48                                                  |
| RAnl 243 (4/10)          | 4             | 10                 | 120                                                 |